# Скон
Скон (англ. scone, вимова /skɒn/ або /skəʊn/) — це випічка, яка зазвичай виготовляється з пшеничного або вівсяного борошна з пекарським порошком у якості розпушувача і випікається на листових деках. Скони часто злегка підсолоджуються і іноді глазуруються яєчною намазкою. Скони є основним компонентом так званого девонширського чаю з вершками. Вони відрізняються від кексів та інших видів солодощів, які роблять із дріжджами. Під час австрійського головування в Європейському Союзі в 2006 році, скони було обрано, як випічку, що репрезентує Республіку Ірландія у Café Europe, в той час як Велика Британія обрала пісочне печиво.

## Лексикологія
Вимова слова в англомовному світі різниться, іноді вимовляється як /skɒn/ (як swan), та іноді /skoʊn/ (як tone). Домінуюча вимова відрізняється за регіоном. Вимова /skoʊn/ найсильніша в Мідлендсі та на півдні Ірландії, хоча, менш помітна в Корнуоллі та Ессексі. Вимова /skɒn/ є переважною в Північній Англії та Шотландії, хоча також, здається, є переважною вимовою в Південній Англії, Уельсі, навколо Лондона та Східній Англії. Уродженці Ірландії та Сполучених Штатів в основному використовують вимову /skoʊn/ Британські словники зазвичай показують /ˈskɒn/ форму як кращу вимову, визнаючи форму /ˈskoʊn/.
Оксфордський словник англійської мови повідомляє, що перша згадка цього слова була в 1513 році. Походження слова scone є малозрозумілим і, власне, може походити з різних джерел. Тобто класичний шотландський scone і голландський schoonbrood або spoonbread (дуже схожа скон-краплю); і, можливо, інші, подібні та названі швидкими хлібами, могли потрапити на британський чайний стіл, де подібні назви злилися в одне ціле.
Таким чином, скон може походити від середньо-голландського schoonbrood (тонкого білого хліба), від 'schoon (справжнього, чистого) та brood (хліба), або може походити від шотландського гельського терміну 'sgonn, що означає безформну масу або великий рот. Нижньо-німецький термін schöne, що означає тонкий хліб, також може зіграти роль у походженні цього слова. І якщо пояснення Шейла Макнівен Камерона справжнє, це слово також може бути засноване від назви містечка Сконе (/skuːn/) (шотл. Scuin, шотл. гел. Sgàin) у Шотландії, древній столиці тієї країни — де ще були короновані шотландські монархи, навіть після того, як столиця була перенесена в Перт, потім в Единбург (і на чиєму Камені з Сконе монархи Сполученого Королівства досі коронуються).

## Історія
Спочатку скони готувалися круглими і пласкими, зазвичай розміром з блюдо середнього розміру. Вони випікалися на сковорідці, потім їх розрізали на шматки трикутної форми і подавали до столу. Сьогодні такий великий круглий хліб назвали би «коржем» (англ. bannock), а його шматочки словом «скон» (англ. scone).
Коли розпушувач став доступним широким верствам, скони почали готувати в духовці добре розпушеними, як ми знаємо їх сьогодні. Сучасні скони широко доступні в британських пекарнях, продуктових магазинах і супермаркетах.
Скони, що продаються у магазинах, зазвичай круглі, хоча бувають шестикутними, оскільки ця форма може використовуватися для більш ефективного використання площі. Коли скони готують вдома, вони можуть мати різні форми, як то трикутники, круги чи квадрати. Випікання сконів в домашніх умовах часто тісно пов'язане з сімейною спадщиною. Вони, як правило, робляться за сімейними рецептами, а не за книжоковими рецептами, оскільки часто член сім'ї має «найкращий» та найзаповітніший рецепт.

## Різновиди

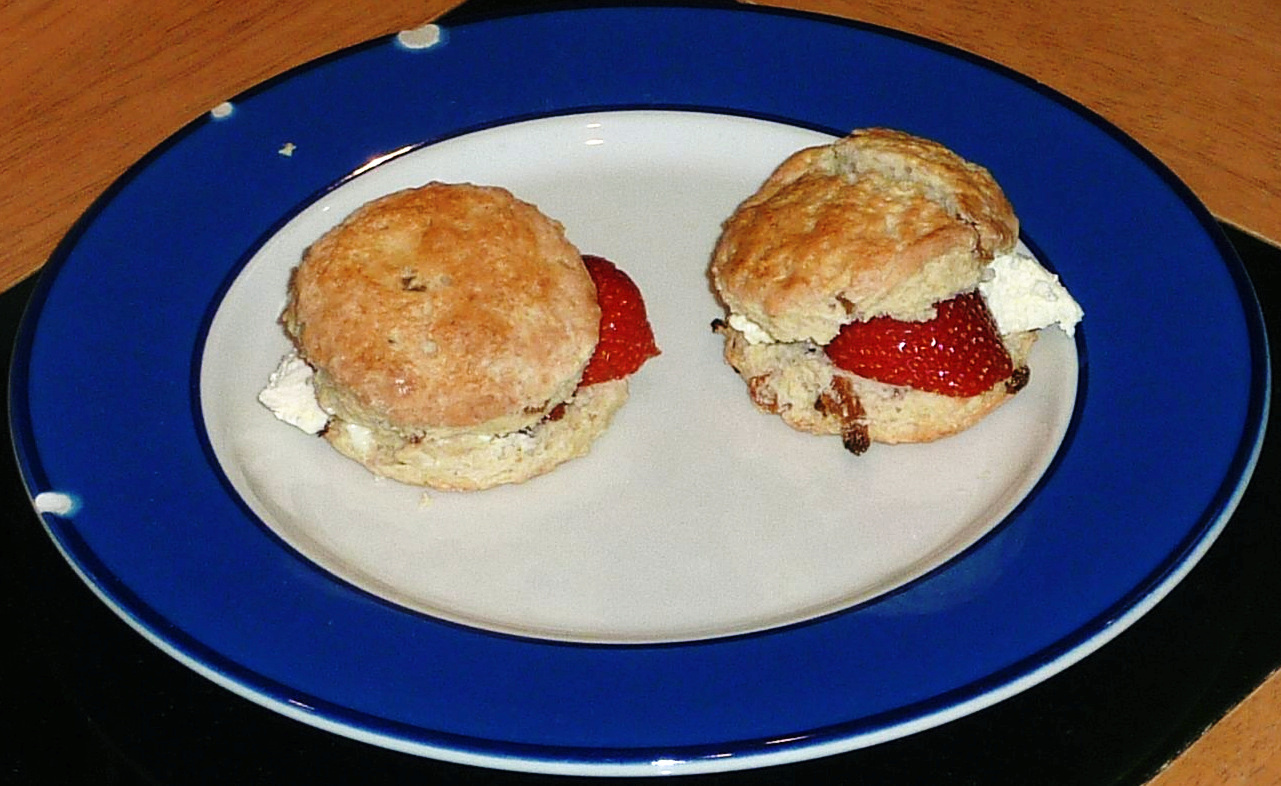
Скони з вершками та полуницею

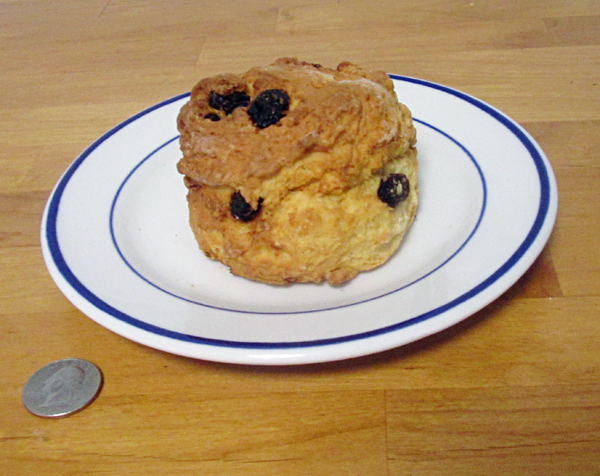
Ірландські скони з родзинками

Британські скони часто злегка підсолоджуються, але можуть бути і підсоленими. Вони часто включають родзинки, смородину, сир або фініки. У Шотландії та Ольстері до підсолених сортів належать содові скони, і картопляні скони, які нагадують невеликі тонкі підсолені панкейки, приготовані з картопляного борошна. Картопляні скони найчастіше подаються смаженими в повному шотландському сніданку або ольстерському сніданку.
Смажені скони- це різновид випічки, котру готують на гридлі (англ. griddle) на плиті, а не запікають у духовці. Така варіація також поширена в Новій Зеландії, де скони всіх різновидів є важливою частиною традиційної колоніальної новозеландської кухні.
Інші поширені різновиди включають крапельні скони, як панкейк, коли тісто доводять до гтовності на гридлі або сковороді, або лимонадні скони, котрі роблять з лимонаду та вершків замість масла та молока. Існують також фруктові скони, що мають круглу форму,в котрих в тісто вмішують смородину, родзинки, цедру та глазуровані вишні. Щоб домогтися легкості та пухкості, замість молока можна використати вершки.
У деяких країнах також можна зустріти пікантні різновиди сконів, котрі можуть містити або бути оздоблені комбінаціями сиру, цибулі, бекону тощо.
Скони можна подавати з різними додатками, як правило, з маслом, джемом, вершками (зокрема пряженими) та полуницею.